# 三輪隆康
三輪 隆康（みわ たかやす、1927年1月21日 - 2013年1月14日）は、日本の経営者。興和社長、会長を務めた。

## 経歴
愛知県名古屋市出身。1950年に慶應義塾大学経済学部を卒業し、同年に興服産業(のちの興和)に入社。1951年に取締役に就任し、1959年8月には社長に昇格。1995年8月に会長に就任。
1990年3月に名古屋商工会議所副会頭に、1994年7月に愛知県公安委員長にそれぞれ就任。
1985年4月に藍綬褒章を受章し、1998年11月に勲三等瑞宝章を受章。
2013年1月14日肺炎のために死去。85歳没。